# 機器人奇諾丘
《機器人奇諾丘》，2005年7月9日在日本上映，以機器人為中心的科幻電影。導演是秋山貴彦。

## 簡介
由於交通事故母親去世的少年岩本覺，拒絕康復，過著依靠輪椅的閉居生活。事故1年後，機器人工學的技術人員的覺的父親薰，將自己開發的遠端遙控機器人1號H-603給了覺。覺在自己的房間操縱機器人，讓其代替自己上學。機器人被同學們取了「HINOKIO」的名字。覺通過奇諾丘與朋友們及父親互動。之後因為同學在網路上搜尋到未經證實的消息，父親薰任職的公司暗中製造軍事用途的機器人，覺認為自己可能被監視，與父親決裂，將機器人撞毀（在平交道上被火車撞毀），自身陷入病危（若啟動機器人內建的某種程式，一旦機器人損壞，操控者也會有生命危險），最終在已逝母親的鼓舞下及，好友純一行人的幫助下撿回性命。覺與父親和好後，逐漸打開心房，決定回學校完成學業。

## 演員
- 岩本薰：中村雅俊
- 岩本覺：本鄉奏多
- 工藤純：多部未華子
- 細野丈一：村上雄太
- 平井健太：加藤諒
- 高坂菫：小林涼子
- 昭島江里子：堀北真希
- 風吹夏子：原沙知繪
- 坂上勇氣：牧瀬里穂
- 覺的母親：原田美枝子
- 艾莉（配音）: 林原惠

## 製作
- 導演：秋山貴彦
- 原案：秋山貴彦
- 脚本：秋山貴彦、米村正二、末谷真澄
- 製片人：牛山拓二、上原英和、隠田雅浩
- 美術：池谷仙克、岡野正廣（特殊造形）
- 音樂：千住明
- 主題曲：YUI 「Tomorrow's way」
- 製作：MOVIE-EYE ENTERTAINMENT、Image畫像處理企業、Overload Pictures

## 外部連結
- 互联网电影数据库（IMDb）上《機器人奇諾丘》的资料（英文）
- 日本movie festival